# Vangueriopsis
Vangueriopsis  es un género con 18 especies de plantas con flores perteneciente a la familia de las rubiáceas.
Es nativo de las regiones tropicales de África.

## Especies seleccionadas
- Vangueriopsis gossweileri Robyns (1931).
- Vangueriopsis lanciflora (Hiern) Robyns (1928).
- Vangueriopsis longiflora Verdc. (1966).
- Vangueriopsis rubiginosa Robyns (1928).